# 北方宣教放送
北方宣教放送（ほっぽうせんきょうほうそう、TWR Korea）は、対北放送の一つである。

## 概要
米国のキリスト教系ラジオ局であるトランス・ワールド・ラジオが運営する、北朝鮮向けのラジオ放送（対北放送）である。1995年9月に放送が開始された。公式サイトでは、北朝鮮の他、韓国、中国東北部、ロシア中東部、日本の九州地方が放送対象地域に含まれている。

## 放送時間と周波数
| 韓国標準時   | 周波数   | 曜日           |
| ------------ | -------- | -------------- |
| 04:00〜05:00 | 7510 kHz | 月曜日〜日曜日 |
| 20:00〜21:00 | 9910 kHz | 火曜日〜金曜日 |
| 20:00〜20:30 | 9910 kHz | 日曜日〜月曜日 |
| 22:15〜23:00 | 9320 kHz | 月曜日〜金曜日 |
| 22:45〜23:00 | 9320 kHz | 土曜日〜日曜日 |
| 23:00〜24:15 | 9870 kHz | 月曜日〜日曜日 |

- ※韓国標準時＝UTC+9
  - 周波数は2025年4月現在。
  - 北朝鮮からジャミング（妨害電波）を受けることがある。